# Nabi Dehga
Nabi Dehga (em persa: نبي دهگا, também romanizada como Nabī Dehgā; também conhecida como Nabī Dehkā e Navīd Dehkā) é uma aldeia do distrito rural de Kiashahr, situada no condado de Astaneh-ye Ashrafiyeh, na província de Gilan, no Irã. Segundo o censo de 2006, sua população era de 330, em 88 famílias.